# تاريخ إدارة المياه في البتراء
ساعد تاريخ إدارة المياه في البتراء على غزوها واستخدامها في تشكيل قوة سكان عاصمة مملكة الأنباط القديمة وتحسين مستوى معيشتهم. كانت مدينة البتراء واحدة من أقوى مدن العصور القديمة، ولا تدين بشهرتها وازدهارها فقط لمبانيها الرائعة والمنحوتة في صخور الجبال المحيطة بها، وإنما يعود الفضل في المقام الأول إلى نظامها الاستثنائي لإدارة المياه، والذي شُيّد على مر القرون، وساهم في نمو البتراء وسط صحراء قاحلة، لتصبح محطة توقف استراتيجية لقوافل الجمال القادمة من شبه الجزيرة العربية وأقاصي آسيا، جالبةً معها الحرير والتوابل والعطور إلى بلاطات أوروبا. وللحصول على المياه العذبة من المصادر القليلة المتاحة، ولحجز المياه الغزيرة المتدفقة من الجبال إلى الوديان، بنى سكان البتراء قنواتٍ محفورة في جدران الجبال، وخزاناتٍ في الصخور، وأقاموا سدودًا، وهياكل حجرية عبر الأودية لحجز مياه الأمطار، وتدفقاتٍ من صهريجٍ إلى آخر لتصريف المياه، كما بنوا أنابيب حجرية وطينية، وقنواتٍ محفورة في أعماق الجبال. وقد استُخدمت هذه المياه، بعد تنظيمها وتخزينها، في الحمامات الحرارية، وأحواض الحوريات (النافورات المقدسة)، والمسابح، والحدائق الفخمة، لتوفير ملاذٍ من الهدوء والانتعاش للتجار والمسافرين.